# Виноградова, Мария Викторовна (балерина)
Мария Викторовна Виноградова (род. 8 июня 1988, Москва) — российская артистка балета, ведущая солистка Большого театра.

## Биография
Родилась 8 июня 1988 года в Москве. С детства была творческим и подвижным ребёнком. Родители отдали девочку в танцевальный кружок.
В 2006 году окончила Московскую государственную академию хореографии, где обучалась в классе педагога Натальи Ревич. На выпускном курсе исполнила па-де-де из постановок «Щелкунчик» (П. Чайковского, хореография В. Вайнонена) и «Дон Кихот» (Л. Минкуса, хореография А. Горского).
После окончания академии принята в балетную труппу Большого театра России. Репетировала под руководством Татьяны Голиковой, в настоящее время — под руководством Нины Семизоровой. Работала со многими известными хореографами, такими как: Ю. Н. Григорович, В. В. Васильев, Ю. М. Посохов. С конца театрального сезона 2014/15 возведена в ранг ведущей солистки.
На протяжении последних лет — исполнительница главных ролей в постановках Большого театра: «Спящая красавица» (2019), «Анна Каренина» (2021), «Мастер и Маргарита» (2021) и многих других. Принимает участие в гастролях Большого театра за рубежом: на XXIII Международном фестивале искусств в Шанхае (2024) исполнила роль Фригии в балете «Спартак» (постановщик — Юрий Григорович); с 7 по 15 мая 2025 года выступала в составе балетной труппы в Пекине и Шэньчжэне.
В 2007 году исполнила эпизодическую роль балерины в фильме «20 сигарет» режиссёра Александра Горновского и снялась в рекламном ролике компании Nike.
В качестве фотомодели участвовала в рекламных кампаниях брендов Ralph Lauren (2017), EighteenOneOne (2023) и Alrosa Diamonds (2024). С декабря 2024 года стала амбассадором «Лаборатории Касперского».

### Семья
Летом 2015 года вышла замуж за Заслуженного артиста России Ивана Васильева. В 2022 году супруги разошлись.
Воспитывает дочь Анну (род. 2016).

## Репертуар
Основные партии
- 2008 — «Чиполлино» (Магнолия)[24]; балет А. Хачатуряна в постановке Г. Майорова
- 2008 — «Дочь фараона» (Жена рыбака); балет Ц. Пуни в постановке П. Лакотта по М. Петипа
- 2010 — «Раймонда» (Генриетта); балет А. Глазунова, хореография М. Петипа в редакции Ю. Григоровича
- 2012 — «Шопениана» (Одиннадцатый вальс); на музыку Ф. Шопена, хореография М. Фокина
- 2012 — «Аполлон Мусагет» (Каллиопа); балет И. Стравинского, хореография Дж. Баланчина
- 2012 — «Иван Грозный» (Анастасия); на музыку С. Прокофьева, хореография Ю. Григоровича[25]
- 2013 — «Лебединое озеро» (Сверстница принца); балет П. Чайковского, хореография А. Горского, М. Петипа, Л. Иванова в редакции Ю. Григоровича
- 2013 — «Спартак» (Фригия); балет А. Хачатуряна, хореография Ю. Григоровича
- 2013 — «Драгоценности» (сольная партия в «Бриллиантах», III части балета); на музыку П. Чайковского, хореография Дж. Баланчина
- 2013 — «Марко Спада» (Маркиза Сампьетри); музыка Д.Ф.Э.Обера, хореография П.Лакотта по Ж. Мазилье
- 2014 — «Дон Кихот» (Уличная танцовщица); балет Л. Минкуса, хореография М. Петипа, А. Горского в редакции А. Фадеечева
- 2014 — «Жизель» (Мирта); балет А. Адана, хореография М Петипа в редакции В. Васильева
- 2014 — «Онегин» (Ольга); на музыку П. Чайковского, хореография Дж. Крэнко
- 2014 — «Легенда о любви» (Ширин); балет А. Меликова, хореография Ю. Григоровича[26]
- 2014 — «Жизель» (Жизель); балет А. Адана, хореография Ж. Коралли, Ж. Перро, М. Петипа в редакции Ю. Григоровича
- 2014 — «Сильфида» (Сильфида); балет Х. С. Левенскольда, хореография А. Бурнонвиля в редакции Й. Кобборга
- 2015 — «Герой нашего времени» (Бэла); балет И. Демуцкого, хореография Ю. Посохова, режиссёр К. Серебренников*[27]
- 2016 — «Дама с камелиями» (Манон Леско); на музыку Ф. Шопена, хореография Дж. Ноймайера
- 2016 — «Щелкунчик» (Мари); балет П. Чайковского, хореография Ю. Григоровича
- 2017 — «Ромео и Джульетта» (Джульетта); балет С. Прокофьева, хореография Ю. Григоровича
- 2017 — «Хрустальный дворец» (Шутиха); на музыку А. Шора в постановке Е. Мироновой, хореография А. Сомова. Мировая премьера[28][29][30]
- 2018 — «Корсар» (Гюльнара); балет А. Адана, хореография М. Петипа, постановка и новая хореография А. Ратманского и Ю. Бурлаки
- 2018 — «Забытая земля» (Пара в чёрном); на музыку Б. Бриттена, хореография И. Килиана
- 2018 — «Спящая красавица» (Принцесса Флорина); балет П. Чайковского, хореография М. Петипа в редакции Ю. Григоровича
- 2018 — «Баядерка» (Гамзатти); балет Л. Минкуса, хореография М. Петипа в редакции Ю. Григоровича
- 2018 — «Артефакт-сюита» (Ведущая партия); на музыку Э. Кроссман-Хехт и И. С. Баха, хореография У. Форсайта
- 2019 — «Зимняя сказка» (Утрата); балет Дж. Тэлбота, хореография К. Уилдона[31]
- 2019 — «Симфония до мажор» (солистка III части); на музыку Ж. Бизе, хореография Дж. Баланчина
- 2019 — «Парижское веселье» (Влюбленная); на музыку Ж. Оффенбаха/ М. Розенталя, хореография М. Бежара
- 2019 — «Дон Кихот» (Китри); балет Л. Минкуса, хореография М. Петипа, А. Горского в редакции М.Мессерера
- 2019 — «Баядерка» (Никия); балет Л. Минкуса, хореография М. Петипа в редакции М.Мессерера
- 2020 — «Всего лишь» (Солистка); на музыку Д. Лэнга, хореография С. Валастро, программа «Четыре персонажа в поисках сюжета». Мировая премьера
- 2020 — «Угасание» (Солистка); на музыку Э. Гранадоса, хореография Д. Милева, программа «Четыре персонажа в поисках сюжета». Мировая премьера
- 2021 — «Орландо» (Орландо);[32] на музыку Э. Элгара, Ф. Гласса, Л. Ауэрбах и Е. Кац-Чернин, хореография К. Шпука
- 2021 — «Чайка» (Нина Заречная); балет И. Демуцкого, хореография Ю. Посохова. Мировая премьера[33]
- 2021 — «Анна Каренина» (Анна Каренина); на музыку П. Чайковского, А. Шнитке, Кэта Стивенса/Юсуфа Ислама, хореография Дж. Ноймайера
- 2021 — «Мастер и Маргарита» (Маргарита); на музыку А. Шнитке и М. Лазара, хореография Э. Клюга[34]
- 2022 — «Дон Кихот» (Повелительница Дриад); балет Л. Минкуса, хореография М. Петипа, А. Горского в редакции А. Фадеечева
- 2022 — «Пламя Парижа» (Мирей де Пуатье); балет Б. Асафьева в постановке А. Ратманского с использованием хореографии В. Вайнонена
- 2022 — «Анюта» (Анюта); балет А. Гаврилина, хореография В. Васильева
- 2022 — «Времена года» (Осень); хореография А.Беляков
- 2022 — «Лабиринт: Минотавр» (Ариадна)[35]; балет М. Рихтера, хореография П. Дебана. Мировая премьера[36]
- 2022 — «Postscript» (Дуэт в чёрном); на музыку Х. Херндон и Н. Фрама, хореография П. Лайтфута и С. Леон
- 2023 — «Пиковая дама» (Полина); на музыку П. Чайковского, Ю. Красавина, хореография Ю. Посохов
- 2024 — «Четыре» (Солистка)[37]; А. Вивальди (в обработке М. Рихтера), хореография Э. Печи. Мировая премьера[38]
- 2025 — «Светлый ручей» (Классическая танцовщица) на музыку Д. Шостаковича, хореография Б. Мессерер
- 2025 — «Конёк-Горбунок» (Жар-птица, она же Царь-девица) на музыку Р.Щедрина, хореограф М.Петров

## Награды и премии
- 2005 — II-я премия Международного конкурса артистов балета и хореографов в Москве (младшая группа, соло).
- 2006 — золотая медаль Международного хореографического фестиваля-конкурса для детей и юношества «Танцевальный Олимп»[8][10].

## Интервью
- Мариам Новикова. Виноградова и Васильев: alter ego друг друга. Сноб (10 мая 2016).
- Балерина Мария Виноградова: Жизель растет со мной из года в год. МИР24 (20 августа 2018).
- Елизавета Емелькина. Мария Виноградова. La Personne (6 февраля 2019).
- Екатерина Борновицкая. Крупным планом: Мария Виноградова. Балет (29 ноября 2022).
- Мария Виноградова — ведущая солистка Большого театра. YouTube (17 июня 2024).